# Oceanijsko prvenstvo u rukometu za žene 2011.
Oceanijsko prvenstvo u rukometu za žene 2011. bilo je drugo izdanje ovog natjecanja. Nastupile su samo dvije momčadi koje su igrale dvije utakmice doigravanja za prvaka. Pobjednik se kvalificirao na SP u Brazilu 2011. Utakmice su se igrale u Porirui 28. i 29. svibnja.
- Novi Zeland -  Australija 13:22 (5:11)
- Australija -  Novi Zeland 25:15 (11:7)